# Fiat C.R.1
Il  Fiat C.R.1 era un biplano da caccia prodotto dall'azienda italiana Fiat Aviazione intorno alla metà degli anni venti.
Caratterizzato dalla configurazione alare sesquiplana invertita, venne impiegato dalla Regia Aeronautica e dalla lettone Latvijas Gaisa spēki.

## Storia del progetto
Progettato dall'ingegnere reatino Celestino Rosatelli, al fine di sostituire nei reparti della Regia Aeronautica il Nieuport 29, venne realizzato inizialmente in due prototipi, denominati semplicemente FIAT C.R. ed immatricolati rispettivamente MM.1 ed MM.2, che differivano fra loro per la forma della cappottatura del motore e del timone.
Portato in volo nel 1923, il C.R. si dimostrò più veloce e maneggevole rispetto al concorrente SIAI S.52 nei confronti del quale, tuttavia, risultò più lento nella salita in quota. Al termine delle prove il biplano della FIAT venne prescelto per la produzione in serie, con la denominazione definitiva di C.R.1.
In un secondo tempo furono portati in volo alcuni esemplari modificati rispetto all'originale nell'impianto propulsivo, denominati rispettivamente C.R.2, C.R.5 e C.R.10, ma senza alcun seguito produttivo.

## Tecnica
Realizzato in struttura mista, per quanto fosse prevalente l'uso del legno, il C.R.1 presentava fusoliera di sezione rettangolare con il singolo abitacolo posizionato in corrispondenza del bordo d'uscita alare e completamente scoperto.
Le ali caratterizzavano il velivolo, in ragione della configurazione sesquiplana di tipo invertito: il piano alare superiore era, cioè, più corto di quello inferiore. Le due ali erano tra loro collegate da un sistema di montanti secondo lo schema della trave di Warren. Le semiali superiori poggiavano sulla carlinga e nella zona centrale si congiungevano mediante un piccolo serbatoio di carburante; le semiali inferiori si collegavano direttamente ai longheroni della parte inferiore della fusoliera e presentavano un leggero angolo diedro positivo. I due piani alari erano tra loro sfalsati a formare un angolo di 15°, con quello superiore disposto in posizione più avanzata. Gli alettoni erano disposti solo nel piano alare inferiore. Gli impennaggi erano di tipo classico, con equilibratori monoplani disposti alla base della deriva, controventati inferiormente.
Il carrello d'atterraggio era di tipo classico, con due elementi monoruota tra loro collegati da un assale rigido, congiunti alla fusoliera da una struttura ad "M", in tubi metallici.
Il motore installato all'origine era un Hispano Suiza Type 42, motore otto cilindri a V raffreddato a liquido, in grado di sviluppare la potenza di 300 hp (corrispondenti a poco più di 304 CV). Nel corso della loro vita operativa alcuni esemplari vennero rimotorizzati con l'impiego del più potente V 12 Isotta Fraschini Asso Caccia, facendo registrare un considerevole incremento delle prestazioni.
Altri prototipi vennero dotati di ulteriori tipi di propulsore ma, come già accennato, non ebbero alcun seguito nella produzione di serie (vedasi paragrafo "Versioni").
L'armamento fisso era costituito da due mitragliatrici disposte al di sopra del motore e sparanti attraverso il disco dell'elica.

## Impiego operativo
Il 5 maggio del 1925 Mario de Bernardi, alla guida di un C.R.1, ottenne il record mondiale di velocità sulla distanza di 500 km, volando alla media di 254 km/h.
L'entrata in servizio del C.R.1 risale alla fine dello stesso anno quando la Regia Aeronautica assegnò il biplano della Fiat al 1° ed al 2º Stormo in sostituzione dei Nieuport 29, degli SPAD S.XIII e degli Ansaldo AC.2 che fino ad allora equipaggiavano la 76ª Squadriglia caccia, 77ª Squadriglia aeroplani, 78ª Squadriglia Caccia, 79ª Squadriglia, 85ª Squadriglia, 86ª, 87ª Squadriglia e 88ª Squadriglia.
Nel corso degli anni trenta, come detto, alcuni esemplari del caccia di Rosatelli vennero modificati mediante l'installazione del motore Isotta Fraschini Asso Caccia: questi velivoli andarono in dotazione alla 163ª Squadriglia (basata a Rodi) per essere ritirati dal servizio solo nel corso del 1937.
La Regia Aeronautica ricevette complessivamente 240 esemplari del C.R.1 di cui 40 furono costruiti negli impianti delle Officine Ferroviarie Meridionali di Napoli (in seguito divenuta Industrie Meccaniche Aeronautiche Meridionali SpA) e 100 presso quelle della SIAI-Marchetti.
Il C.R.1 attirò l'attenzione anche al di fuori dei confini nazionali: un esemplare venne acquistato dalla belga Aviation militaire ed un altro dalla polacca Siły Powietrzne, senza che seguissero altri ordinativi. L'unico paese ad acquistare (in nove esemplari) il velivolo fu la Lettonia: la Latvijas Gaisa spēki li mise in dotazione al reparto navale da caccia, di stanza sulla base di Liepāja, dove operarono fino al 1936.

## Versioni
I dati sulle versioni sono tratti da "Enciclopedia l'Aviazione":
Mediante modifiche apportate a cellule di C.R.1 furono realizzate le seguenti varianti, alle quali venne attribuita una nuova designazione:
- Fiat C.R.2: un solo esemplare, modificato con l'installazione di un motore radiale Armstrong Siddeley Lynx;
- Fiat C.R.5: un altro esemplare, equipaggiato con il radiale Alfa Romeo Jupiter;
- Fiat C.R.10: ancora una volta risulta un solo esemplare, dotato di motore V-12 Fiat A.20, in capo al quale viene citato anche un fallimentare tentativo di trasformazione in idrovolante[6].

## Utilizzatori
Italia
- Regia Aeronautica

 Lettonia
- Latvijas Gaisa Spēki

### Periodici
- (EN) The Fiat C.R., R.S. and B.R. biplanes, in Flight, Sutton, Surrey (UK), Reed Business Information Ltd, 15 maggio 1924,  pp. 273-4. URL consultato il 15 settembre 2012.